# Association Sportive de Kigali
L'Association Sportive de Kigali és un club de futbol de Ruanda, de la ciutat de Kigali.

## Palmarès
- Copa ruandesa de futbol:[3]
  - 2013, 2019
- Supercopa ruandesa de futbol:
  - 2013